# Gamma Sagittae
Gamma Sagittae (γ Sge / 12 Sagittae / HD 189319) es la estrella más brillante de la constelación de Sagitta, la flecha. Situada en la punta de la misma, su magnitud aparente es +3,51. Se encuentra a 274 años luz del sistema solar.
Gamma Sagittae es una gigante roja de tipo espectral M0III (a veces clasificada como de tipo K) unas 640 veces más luminosa que el Sol. Su radio, calculado a partir de la medida de su diámetro angular por interferometría (6,18 milisegundos de arco), es 55 veces más grande que el radio solar, o lo que es lo mismo, 0,26 UA. Tiene una temperatura superficial de 4000 K. Con una masa unas 2,5 veces mayor que la masa solar, se estima que su edad es de 750 millones de años, muy inferior a los 4600 millones de años de edad de nuestro Sol. A diferencia de este último, comenzó su vida siendo una estrella blanco-azulada de tipo B9, antes de convertirse en la estrella gigante que vemos en la actualidad. Aunque ahora es ligeramente variable, en no mucho tiempo se convertirá en una variable Mira y finalizará su vida como una enana blanca.